# 聂振邦
聂振邦（1951年12月—）是一位中国政治人物。

## 生平
辽宁沈阳人。中国共产党党员。厦门水产学院（现并入集美大学）海洋渔业系海洋捕捞专业毕业，中国人民大学农业经济系农业经济专业在职研究生学历。历任国家计划委员会副处长、处长、副司长、司长；国家粮食储备局副局长等职。2000年3月任国家粮食局局长，2012年3月卸任。2008年，当选第十一届全国政协委员，代表农业界，分入第三十八组。并担任全国政协人口资源环境委员会专职委员。